# Ismail Al Hammadi
Ismail Salem Al Hammadi (Abu Dhabi, 1 de julho de 1988) é um futebolista profissional emiratense que atua como atacante.

## Carreira
Ismail Al Hammadi fez parte do elenco da Seleção Emiratense de Futebol da Olimpíadas de 2012.